# Straße der Mimosen

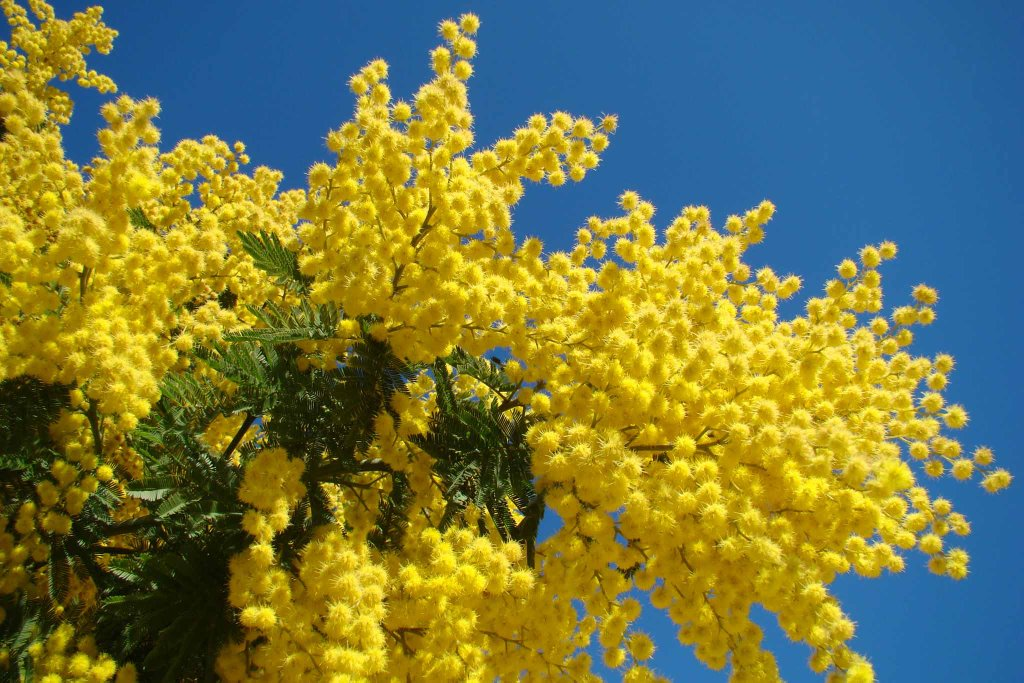
Blühende Mimose in Le Muy

Die Straße der Mimosen, auch Mimosenstraße genannt (frz.: La Route du Mimosa; engl.: Golden Route), ist eine 130 Kilometer lange touristische Strecke in Südfrankreich, die streckenweise entlang der Côte d’Azur verläuft.
Sie führt von Bormes-les-Mimosas (Namensgeber der Straße) über Rayol-Canadel-sur-Mer, Sainte-Maxime, Saint-Raphaël, Mandelieu-la-Napoule, Tanneron und Pégomas bis nach Grasse. Von Januar bis Mitte März stehen die ursprünglich aus Australien kommenden gelbblühenden Mimosengewächse in Blüte.